# Beneath the Skin - Live in Paris
Beneath the Skin – Live in Paris è il primo video live del gruppo rock irlandese The Cranberries uscito nel 2001 sia in versione VHS che in DVD. Fu registrato al Palais omnisports de Paris-Bercy di Parigi nel Dicembre del 1999 durante il tour per promuovere l'album Bury the Hatchet.

## Tracklist
1. Promises
2. Animal Instinct
3. Loud and Clear
4. Ode to My Family
5. The Icicle Melts
6. Linger
7. Wanted
8. Salvation
9. Desperate Andy
10. Go Your Own Way (Fleetwood Mac cover)
11. Pretty
12. When You're Gone
13. I Can't Be With You
14. Waltzing Back
15. Free to Decide
16. Zombie
17. Ridiculous Thoughts
18. Dying in the Sun
19. You and Me
20. Just My Imagination
21. Delilah
22. Dreams

### Contenuti Speciali
- Documentario con la band e i tecnici del suono
- Video musicali

1. Promises
2. Animal Instinct
3. Just My Imagination

- Performance dal vivo

1. How (1993)
2. Yesterday's Gone (MTV Unplugged, 1995)
3. Hollywood (1996)
4. Saving Grace (1999)